# Schau- und Sichtungsgarten Hermannshof

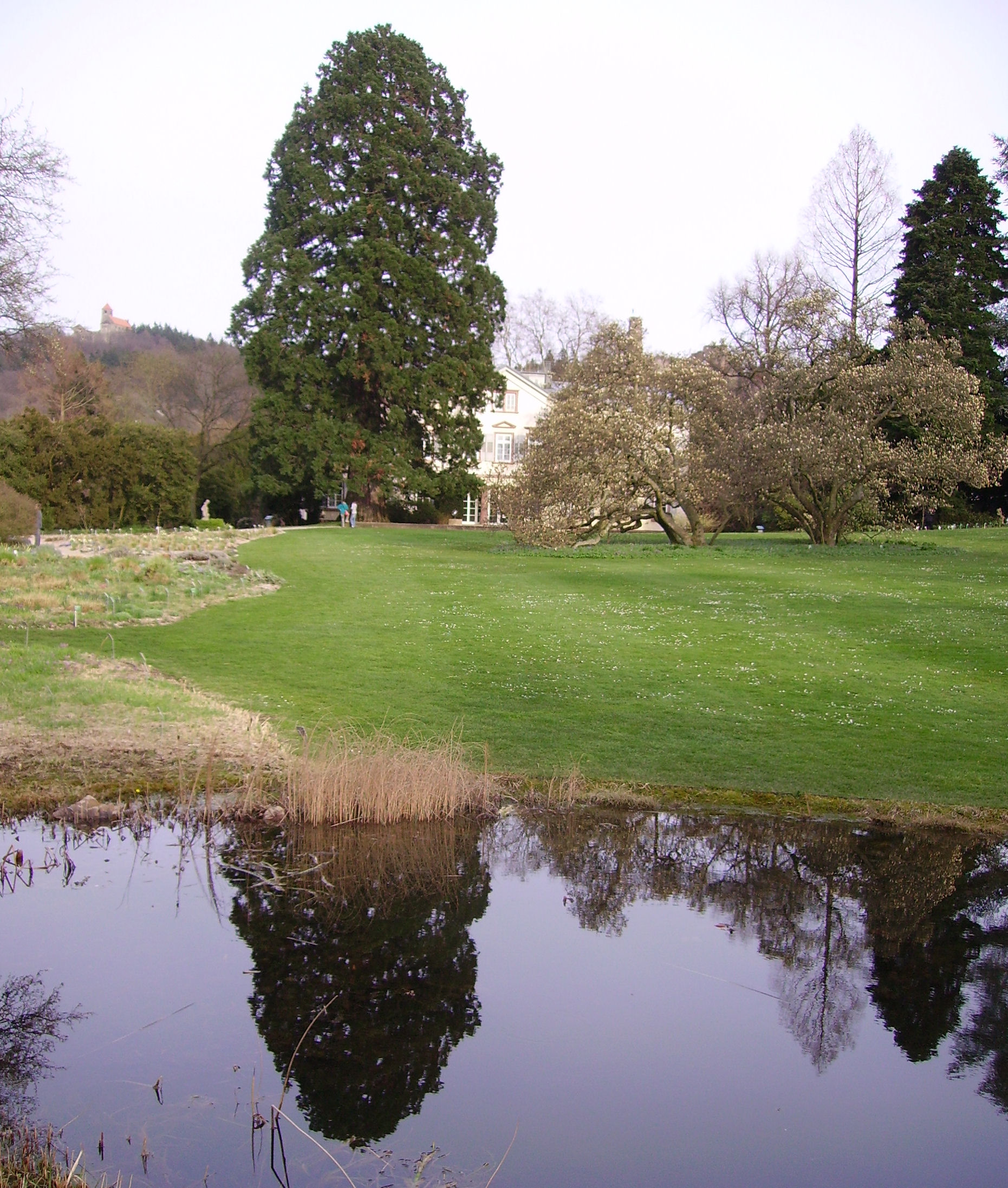
Schau- und Sichtungsgarten Hermannshof.

El Schau- und Sichtungsgarten Hermannshof, también conocido como Hermannshof Weinheim, es un jardín botánico de 2.2 hectáreas, de extensión en Weinheim, Alemania. 

## Localización
Se encuentra ubicado en la calle "Babostraße" 5, Weinheim, Baden-Württemberg, Deutschland-Alemania. 
En el verano se abre a diario, y los días laborables de la semana durante el invierno. La entrada es libre y gratuita.

## Historia
El jardín que hay actualmente en un principio fue establecido como jardín privado hace unos 200 años. 
Fue adquirido por la familia del industrial Freudenberg en 1888, y en los años 20 rediseñado por el arquitecto del paisaje Wiepking-Jürgen Heinrich Mann. 
Entre los años 1981 y 1983 fue rediseñado otra vez como jardín público por el arquitecto del paisaje Hans Luz de Stuttgart, y ahora es una institución científica administrada en común por la Compañía Freudenberg y la ciudad de Weinheim.

## Colecciones
El jardín cultiva unos 2500 taxones distribuidos en cultivos de apariencia silvestre, incluyendo dos jardines temáticos: 
- Colección de peonias (creada en 1998)
- Pradera de Norteamérica, es un jardín diseñado en el año 2001, como una pradera de 1500 m², que contiene más de 350 plantas. Entre ellas, Asteraceae, Solidago, Helenium, Helianthus, Heliopsis, Coreopsis, Rudbeckia, . .

También contiene un número de especímenes notables de árboles, incluyendo Platanus orientalis y Platanus × hispanica que tienen una edad de más de 230 años, además de Cedrus atlantica, Ginkgo biloba, Magnolia denudata, Magnolia × soulangeana, Myrtus communis, y Sequoia que tiene de fecha de siembra a finales de 1800.